# 索布蘭采
索布蘭采是斯洛伐克的城鎮，位於該國東部，由科希策州負責管轄，面積10.68平方公里，海拔高度122米，2008年人口6,274，其中一半居民信奉羅馬天主教。

## 友好城市
- 波蘭盧巴丘夫

## 外部連結
- Official website